# Ulex eriocladus
Ulex eriocladus é uma espécie de planta com flor pertencente à família Fabaceae. 
A autoridade científica da espécie é C.Vicioso, tendo sido publicada em Bol. Inst. Forest. Invest. Exp. 80: 49 (1962).

## Portugal
Trata-se de uma espécie presente no território português, nomeadamente em Portugal Continental.
Em termos de naturalidade é endémica da Península Ibérica.

## Protecção
Não se encontra protegida por legislação portuguesa ou da Comunidade Europeia.